# Arachnomyia cuprea
Arachnomyia cuprea är en tvåvingeart som först beskrevs av Macquart 1850.  Arachnomyia cuprea ingår i släktet Arachnomyia och familjen styltflugor. Inga underarter finns listade i Catalogue of Life.